# Вакалюк Марія Георгіївна
Марі́я Гео́ргіївна Вакалю́к (нар. 31 грудня 1932, с. Митків, тепер Заставнівського району Чернівецької області — 7 серпня 2024 року, Чернівці) — новатор сільськогосподарського виробництва, громадська діячка. Герой Соціалістичної Праці. Почесний ветеран України.

## Біографія
Народилася в бідній селянській родині 31 грудня 1932 року. У 1948 р. очолила комсомольсько-молодіжну ланку у новоствореному колгоспі. У 1951 р. її ланка зібрала по 629 центнерів цукрових буряків і М. Г. Вакалюк була удостоєна звання Героя Соціалістичної Праці.
Закінчила Чернівецьку школу з підготовки голів колгоспів, біологічний факультет Чернівецького державного університету. Працювала в Чернівцях на дослідній станції, головою профспілки, в хімлабораторії та об'єднанні облсільгоспхімія.

## Відзнаки, нагороди
- Золота медаль «Серп і молот».
- Орден Леніна.
- Медаль «За доблесну працю. В ознаменування 100-річчя з дня народження Володимира Ілліча Леніна».
- Медаль «Ветеран праці».
- Медаль «60 років Перемоги у Великій Вітчизняній війні 1941—1945 рр.».
- Медаль «На славу Чернівців».
- Відзнака «Почесний ветеран України».